# Michał Danilewicz

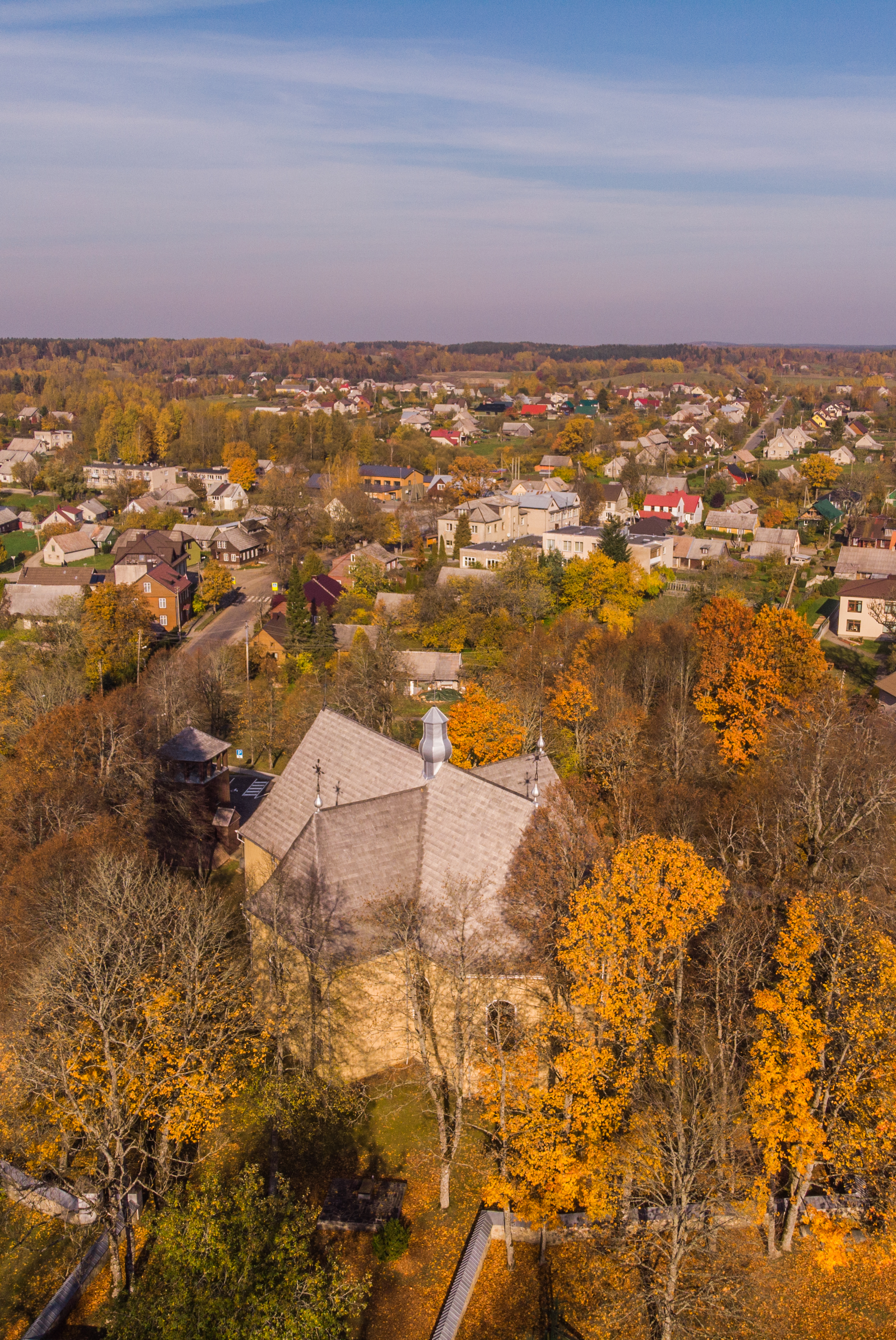
Widok na kościół i miasteczko Płótele, będące siedzibą dawnego starostwa królewskiego

Michał Danilewicz (Danielewicz) herbu Ostoja (zm. po 1703) – dziedzic dóbr Średnik, Bohdanów, Sulżyn i innych, starosta płotelski, komisarz sejmowy w 1703 r.

## Życiorys
Michał Danilewicz przyszedł na świat w rodzinie szlacheckiej wywodzącej się z Wielkiego Księstwa Litewskiego, należącej do rodu heraldycznego Ostojów (Mościców). O Danilewiczu i jego rodzinie pisał Kasper Niesiecki w Herbarzu Polskim. Jego ojcem był Roman Jan Danilewicz, podkomorzy oszmiański, starosta inturski. Michał Danilewicz pełnił urząd starosty płotelskiego. Był także członkiem komisji (zw. Komisją od Węgier) powołanej przez Sejm 1703 roku.
Michał Danilewicz związany był z magnacką rodziną litewską Paców herbu Gozdawa. Jego matką była Katarzyna, córka Hieronima Dominika Paca (syna Piotra, wojewody trockiego) i Anny Wojnianki. Danilewicz po śmierci wuja Piotra Michała Paca, starosty generalnego żmudzkiego, która miała miejsce w roku 1696, stał się właścicielem ogromnego majątku w wyniku zapisu jakiego zmarły dokonał na jego rzecz trzy lata wcześniej. Poniżej cytowane są obszerne fragmenty tego zapisu:

Ja Piotr Michał Pac Gieneralny xięstwa Żmudzkiego Starosta czynię wiadomo i zeznawam tym moim wieczystym dobrowolnym darownym zapisem, donosząc to w każdy czas wielu ludziom komu by tego wiedzieć należało do wiadomości, iż ja, nie mając z Jejmością panią Teklą Wołłowiczówną stolnikówną W. X. Lit. Pacową Starościną Żmudzką miłą małżonką moją potomstwa, tedym za syna mego własnego Jmści Pana Michała Danilewicza Podkomorzyca Oszmiańskiego Starostę Płotelskiego siestrzeńca mego rodzonego wziąłem, który, będąc u mnie przez czas niemały, mnie wiernie, życzliwie przy wszystkiem uszanowaniu usługował. A chcąc ja Starosta Żmudzki i do dalszych zachęcić tegoż Jmści Pana siestrzeńca mego życzliwości, [...] tedy tym zapisem moim oddaliwszy bracią, sióstr, rodzonych i wszystkich krewnych moich, majętność moją wieczystą, [...] w xiestwie Żmudzkiem w powiecie Wielońskim (Srzednik), drugą zaś majętność nazwaną Bohdanów w powiecie Oszmiańskim, [...] temu summę na starostwie Płotelskiem będącą oraz wszystką ruchomość, srebro, złoto, cynę, miedź, suknie, szaty, futra różne, obicia, kobierce, dywany, stada, konie cugowe, rumaki, rynsztunki wojenne, wozy kowane i cokolwiek ruchomością nazwać i mianować się może [...] daję, daruję i na wieczność, zachowawszy sobie wolną dyspozycję tego wszystkiego aż do żywota mego — zapisuję.

Jak wynika z powyższego zapisu w skład majątku Michała Danilewicza weszły dobra Średnik a także Bohdanów (składające się z miasteczka o tej nazwie oraz wsi: Pierzchaiły, Bukaty, Dziertyniki, Poludy, Kozierowce, Rymowicze, Nowosady, Dziesiętniki, Dowkniewicze, Goreckowszczyzna, Hołoblewszczyzna i znaczna część Jachimowszczyzny). W kolejnych latach Danilewicz prowadził spory prawne z Pacami o ten majątek. W roku 1742 jego syn Franciszek sprzedał Bohdanów Tomaszowi i Barbarze z Sulistrowskich małżonkom Czechowiczom herbu Ostoja za 100 tys. zł. Michał Danilewicz posiadał także dobra Sulżyn w pow. owruckim. Majątek ten odziedziczył po nim syn Konstanty w 1704 roku.
Żoną Michała Danilewicza, starosty płotelskiego była Eleonora Zenowicz, podkomorzanka połocka (córka Janusza), z którą miał kilku synów - Franciszka, Michała, Mikołaja, Jana, Jakuba i Konstantego. Michał Danilewicz miał siostrę Teresę, zamężną za Krzysztofem Sulistrowskim i braci – Piotra, słuchacza Akademii Wileńskiej w 1691 roku i Kazimierza.